# Рафлезієві
Рафлезієві (Rafflesiaceae) — родина паразитичних рослин з порядку мальпігієцвітих (Malpighiales). Включає 36 видів у 3 родах, що зустрічаються в тропічних лісах Східної та Південно-Східної Азії. Rafflesia arnoldii має найбільші квіти з усіх рослин світу.

## Опис
Рослини є ендопаразитами ліан роду Tetrastigma (родина Vitaceae). Вони не мають стебла, листя, коріння та будь-якої фотосинтетичної тканини. Вони повністю залежать від рослин-господарів, отримуючи від них воду і поживні речовини. Лише під час розмноження з'являються у вигляді квітів з коренів або нижніх стебел рослин-господарів.
Квіти рафлезій за запахом, кольором і текстурою імітують гниле м'ясо, щоб залучити своїх запилювачів — падальних мух. Більшість представників родини мають велику квіткову камеру у формі чаші, утворену трубкою оцвітини та діафрагмою. Ця діафрагма є отвором для падальних мух і оточена привабливими стерильними органами. Квіти, як правило, одностатеві, діаметром  від десятка сантиметрів до понад метра.